# Mistrzostwa Europy we Wspinaczce Sportowej 2024
16. Mistrzostwa Europy we wspinaczce sportowej odbywały się w dniach 26 sierpnia – 1 września 2024 w Villars-sur-Ollon w Szwajcarii.

## Wyniki
| Konkurencje              | Złoto                | Srebro               | Brąz                          | Źródło               |
| Konkurencje mężczyzn     | Konkurencje mężczyzn | Konkurencje mężczyzn | Konkurencje mężczyzn          | Konkurencje mężczyzn |
| ------------------------ | -------------------- | -------------------- | ----------------------------- | -------------------- |
| bouldering               | Sam Avezou           | Maximilian Milne     | Dayan Akhtar                  | [ 2 ]                |
| prowadzenie              | Sascha Lehmann       | Sam Avezou           | Guillermo Peinado Franganillo | [ 3 ]                |
| wsp. na czas             | Ludovico Fossali     | Matteo Zurloni       | Erik Noya Cardona             | [ 4 ]                |
| bouldering i prowadzenie | Sam Avezou           | Sascha Lehmann       | Jonas Utelli                  | [ 5 ]                |
| Konkurencje kobiet       |                      |                      |                               |                      |
| bouldering               | Naïlé Meignan        | Ayala Kerem          | Agathe Calliet                | [ 6 ]                |
| prowadzenie              | Laura Rogora         | Jewhenija Kazbekowa  | Lynn van der Meer             | [ 7 ]                |
| wsp. na czas             | Natalia Kałucka      | Patrycja Chudziak    | Giulia Randi                  | [ 8 ]                |
| bouldering i prowadzenie | Laura Rogora         | Jewhenija Kazbekowa  | Zélia Avezou                  | [ 9 ]                |

## Klasyfikacja medalowa
*   Gospodarz ( Szwajcaria)
| Miejsce | Reprezentacja   | Złoto | Srebro | Brąz | Razem |
| ------- | --------------- | ----- | ------ | ---- | ----- |
| 1       | Francja         | 3     | 1      | 2    | 6     |
| 2       | Włochy          | 3     | 1      | 1    | 5     |
| 3       | Szwajcaria*     | 1     | 1      | 1    | 3     |
| 4       | Polska          | 1     | 1      | 0    | 2     |
| 5       | Ukraina         | 0     | 2      | 0    | 2     |
| 6       | Wielka Brytania | 0     | 1      | 1    | 2     |
| 7       | Izrael          | 0     | 1      | 0    | 1     |
| 8       | Hiszpania       | 0     | 0      | 2    | 2     |
| 9       | Holandia        | 0     | 0      | 1    | 1     |
| Razem   | Razem           | 8     | 8      | 8    | 24    |